# ويليام ماكسويل (سياسي نيوزلندي)
ويليام ماكسويل (بالإنجليزية: William Maxwell)‏ هو سياسي نيوزلندي، ولد في 1867 في نيوزيلندا، وتوفي في 23 أبريل 1921 في بريزبان في أستراليا. انتخب عضو المجلس التشريعي ولاية كوينزلاند عن دائرة Electoral district of Burke ‏ (18 مارس 1899 – 2 أكتوبر 1909).